# ريشارد كريسويل
ريشارد كريسويل (20 سبتمبر 1977 في المملكة المتحدة - ) (بالإنجليزية: Richard Cresswell)‏ هو مدرب كرة قدم ولاعب كرة قدم بريطاني في مركز الهجوم. شارك مع منتخب إنجلترا تحت 21 سنة لكرة القدم. أما مع النوادي، فقد لعب مع بريستون نورث إيند وستوك سيتي وشيفيلد وينزداي وشيفيلد يونايتد وليدز يونايتد وليستر سيتي ونادي يورك سيتي ونادي مانسفيلد تاون وTadcaster Albion A.F.C. ‏.

## وصلات خارجية
- ريشارد كريسويل على موقع قاعدة بيانات كرة القدم.إي يو (الإنجليزية)
- ريشارد كريسويل على موقع Soccerbase.com (لاعب) (الإنجليزية)
- ريشارد كريسويل على موقع عالم كرة القدم.نت (الإنجليزية)